# Женский университет Сонсин (станция метро)
«Женский университет Сонсин» (кор. 성신여대입구역) — подземная станция Сеульского метро на Четвёртой линии. Она представлена двумя боковыми платформами. Имеет 7 выходов. Станция обслуживается транспортной корпорацией Сеул Метро. Расположена в квартале Тонсомун-дон (65-1 Dongsomun-dong 5-ga, 157 Dongsomunno) района Сонбукку города Сеул (Республика Корея). На станции установлены платформенные раздвижные двери.
Пассажиропоток — 53 200 (на январь-декабрь 2012 года).
Станция была открыта 20 апреля 1985 года.
Открытие станции было совмещено с открытием первой очереди Четвёртой линии — участка Санъге—Университет Хансон длиной 11,8 км и еще 9 станцийː Санъге (410), Новон, Чандон, Танъгмун, Сую, Миа, Миасагори, Кирым и Университет Хансон (419).
В непосредственной близости расположены Женский университет Сонсин и администрация района Сонбукку.